# リペツク州

リペツク州
ロシア語: Липецкая область

リペツク州（リペツクしゅう、Ли́пецкая о́бласть）はリペツクを州都とするロシアの州（オーブラスチ）で1954年1月6日に成立した。面積は24,047km²、人口は1,143,224人（2021年国勢調査）。

## 地理
北西のリャザン州、東のタンボフ州、南のヴォロネジ州、南西のクルスク州、西のオリョール州、北西のトゥーラ州と接している。

## 行政区画

### 州直轄市
- リペツク（Липецк）
- エレツ（Елец）

### 地区
| 地区（район）                           | 中心地           |
| --------------------------------------- | ---------------- |
| ダンコフ地区（Данковский）              | ダンコフ         |
| レフ・トルストイ地区（Лев-Толстовский） | レフ・トルストイ |
| チャプルィギン地区（Чаплыгинский）      | チャプルィギン   |
| スタノヴォエ地区（Становлянский）       | スタノヴォエ     |
| クラスノエ地区（Краснинский）           | クラスノエ       |
| レベジャニ地区（Лебедянский）           | レベジャニ       |
| ドーブロエ地区（Добровский）            | ドーブロエ       |
| イズマルコヴォ地区（Измалковский）      | イズマルコヴォ   |
| エレツ地区（Елецкий）                   | エレツ※          |
| ザドンスク地区（Задонский）             | ザドンスク       |
| リペツク地区（Липецкий）                | リペツク※        |
| グリャージ地区（Грязинский）            | グリャージ       |
| ドルゴルーコヴォ地区（Долгоруковский）  | ドルゴルーコヴォ |
| テルブヌィ地区（Тербунский）            | テルブヌィ       |
| フレーヴノエ地区（Хлевенский）          | フレーヴノエ     |
| ウスマニ地区（Усманский）               | ウスマニ         |
| ドブリンカ地区（Добринский）            | ドブリンカ       |
| ヴォローヴォ地区（Воловский）           | ヴォローヴォ     |

※地区には属さない

## 標準時
この地域は、モスクワ時間帯の標準時を使用している。時差はUTC+3時間で、夏時間はない。（2011年3月までは標準時がUTC+3、夏時間がUTC+4、同年3月から2014年10月までは通年UTC+4であった）